# Stijn Wuytens
Stijn Wuytens (Eksel, 8 oktober 1989) is een Belgisch voetballer die doorgaans als centrale verdediger speelt. Hij verruilde in 2013 Germinal Beerschot Antwerpen voor Willem II, waarna hij in januari 2016 de overstap maakte naar AZ. In juni 2020 tekende hij voor vijf seizoenen bij Lommel SK.

## Carrière
Wuytens werd gescout door KRC Genk, maar stapte reeds in 2001, samen met zijn broer Dries, over naar de jeugdopleiding van PSV. Hij tekende in juni 2008 een profcontract bij PSV en ging met ingang van het seizoen 2008/09 deel uitmaken van de selectie van het eerste elftal. Wuytens maakte zijn profdebuut tijdens de wedstrijd om de Johan Cruijff Schaal 2008 tegen Feyenoord. In de winterstop van dat seizoen maakte hij tijdelijk de overstap naar De Graafschap om hem Eredivisie-ervaring te laten opdoen. Hij speelde bij De Graafschap dertien wedstrijden in het eerste en keerde in de zomerstop terug bij PSV. In de twee daaropvolgende seizoenen wist Wuytens geen basisplaats af te dwingen bij PSV. In het vierde seizoen, en zijn laatste contractjaar, in Eindhovense dienst kampte Wuytens met een slepende knieblessure, waardoor hij dat seizoen slechts eenmaal in actie kwam.
PSV wilde Wuytens voor de club behouden en bood hem een verlaagd contract voor één seizoen aan, met een optie op een tweede seizoen. Wuytens besloot niet in te gaan op de aanbieding en tekende op 11 juni 2012 een contract voor drie seizoenen bij Germinal Beerschot Antwerpen, waar hij meer uitzicht kreeg op speeltijd. Bij Germinal Beerschot kwam hij weer samen te spelen met zijn broer Dries.
In 2013 liep Wuytens een zware blessure op. Na het faillissement van Germinal Beerschot was hij bovendien transfervrij. In september 2013 volgde hij zijn broer Dries naar Willem II. Hij tekende een contract voor twee jaar, maar kon pas debuteren nadat hij hersteld was van zijn blessure. In het seizoen 2013/14 werd Wuytens met Willem II kampioen van de Eerste divisie en promoveerde hij naar de Eredivisie van Nederland. Daarin was hij basisspeler en droeg hij in die hoedanigheid bij aan het behalen van de negende plaats in het seizoen 2014/15.
In de winterstop van het seizoen 2015/16 verruilde Wuytens Willem II voor AZ. Hier werd hij door trainer John van den Brom als centrale verdediger opgesteld, met Ron Vlaar aan zijn zijde. Het seizoen daarna maakte Wuytens zijn eerste doelpunt voor AZ, in een uitwedstrijd tegen FK Vojvodina in de Europa League. Wuytens maakte op donderdag 15 september 2016 ook zijn tweede goal in de Europa League voor AZ. Ditmaal scoorde hij in een thuisduel tegen de Ierse semiprofs van Dundalk FC. Bij zijn doelpunt kwam hij hard in aanraking met Dundalk-doelman Gary Rogers. Hij bleef verslagen liggen en uiteindelijk bleek dat Wuytens even buiten bewustzijn was, zijn tong had ingeslikt en een hersenschudding had opgelopen.
In de zomer van 2020 verruilde hij AZ voor Lommel SK

## Clubstatistieken
| Seizoen                        | Club               | Competitie      | Competitie | Competitie | Beker | Beker | Internationaal | Internationaal | Overig | Overig | Totaal | Totaal |
| Seizoen                        | Club               | Competitie      | Wed.       | Dlp.       | Wed.  | Dlp.  | Wed.           | Dlp.           | Wed.   | Dlp.   | Wed.   | Dlp.   |
| ------------------------------ | ------------------ | --------------- | ---------- | ---------- | ----- | ----- | -------------- | -------------- | ------ | ------ | ------ | ------ |
| 2007/08                        | PSV                | Eredivisie      | 0          | 0          | 0     | 0     | 0              | 0              | 0      | 0      | 0      | 0      |
| 2008/09                        | PSV                | Eredivisie      | 11         | 1          | 0     | 0     | 3              | 0              | 1      | 0      | 15     | 0      |
| Club totaal                    | Club totaal        | Club totaal     | 11         | 1          | 0     | 0     | 3              | 0              | 1      | 0      | 15     | 1      |
| 2008/09                        | → De Graafschap    | Eredivisie      | 13         | 0          | 1     | 0     | 0              | 0              | 4      | 0      | 18     | 0      |
| Club totaal                    | Club totaal        | Club totaal     | 13         | 0          | 1     | 0     | 0              | 0              | 4      | 0      | 18     | 0      |
| 2009/10                        | PSV                | Eredivisie      | 6          | 0          | 1     | 0     | 1              | 0              | 0      | 0      | 8      | 0      |
| 2010/11                        | PSV                | Eredivisie      | 8          | 0          | 3     | 0     | 6              | 1              | 0      | 0      | 17     | 1      |
| 2011/12                        | PSV                | Eredivisie      | 2          | 0          | 1     | 0     | 0              | 0              | 0      | 0      | 3      | 0      |
| Club totaal*                   | Club totaal*       | Club totaal*    | 27         | 1          | 5     | 0     | 10             | 1              | 1      | 0      | 43     | 2      |
| 2012/13                        | Germinal Beerschot | Eerste klasse   | 16         | 2          | 1     | 0     | 0              | 0              | 0      | 0      | 17     | 2      |
| Club totaal                    | Club totaal        | Club totaal     | 16         | 2          | 1     | 0     | 0              | 0              | 0      | 0      | 17     | 2      |
| 2013/14                        | Willem II          | Eerste divisie  | 10         | 1          | 0     | 0     | 0              | 0              | 0      | 0      | 10     | 1      |
| 2014/15                        | Willem II          | Eredivisie      | 34         | 2          | 1     | 0     | 0              | 0              | 0      | 0      | 35     | 2      |
| 2015/16                        | Willem II          | Eredivisie      | 18         | 1          | 3     | 0     | 0              | 0              | 0      | 0      | 21     | 3      |
| Club totaal                    | Club totaal        | Club totaal     | 62         | 4          | 4     | 0     | 0              | 0              | 0      | 0      | 66     | 4      |
| 2015/16                        | AZ                 | Eredivisie      | 15         | 0          | 1     | 0     | 0              | 0              | 0      | 0      | 16     | 0      |
| 2016/17                        | AZ                 | Eredivisie      | 29         | 1          | 4     | 0     | 12             | 3              | 4      | 0      | 49     | 4      |
| 2017/18                        | AZ                 | Eredivisie      | 29         | 0          | 6     | 1     | 0              | 0              | 0      | 0      | 35     | 1      |
| 2018/19                        | AZ                 | Eredivisie      | 8          | 0          | 0     | 0     | 0              | 0              | 0      | 0      | 8      | 0      |
| 2019/20                        | AZ                 | Eredivisie      | 21         | 0          | 3     | 0     | 11             | 1              | 0      | 0      | 35     | 1      |
| Club totaal                    | Club totaal        | Club totaal     | 102        | 1          | 14    | 1     | 23             | 4              | 4      | 0      | 133    | 6      |
| 2020/21                        | Lommel SK          | Eerste klasse B | 9          | 1          | 1     | 0     | 0              | 0              | 0      | 0      | 10     | 1      |
| 2021/22                        | Lommel SK          | Eerste klasse B | 19         | 0          | 0     | 0     | 0              | 0              | 0      | 0      | 19     | 0      |
| 2022/23                        | Lommel SK          | Eerste klasse B | 19         | 1          | 1     | 0     | 0              | 0              | 1      | 0      | 21     | 1      |
| 2023/24                        | Lommel SK          | Eerste klasse B | 5          | 0          | 0     | 0     | 0              | 0              | 0      | 0      | 5      | 0      |
| Club totaal                    | Club totaal        | Club totaal     | 52         | 2          | 2     | 0     | 0              | 0              | 1      | 0      | 55     | 2      |
| Carrière totaal                | Carrière totaal    | Carrière totaal | 272        | 10         | 27    | 1     | 33             | 5              | 10     | 0      | 342    | 16     |
| Bijgewerkt op 19 december 2023 |                    |                 |            |            |       |       |                |                |        |        |        |        |

## Erelijst
PSV
- KNVB beker

2012
- Johan Cruijff Schaal

2008
 Willem II
- Eerste Divisie

2014

## Trivia
Wuytens is een neef van Jan Wuytens en de broer van Dries Wuytens die beiden ook actief zijn in het betaald voetbal.